# Satiricón (ópera)

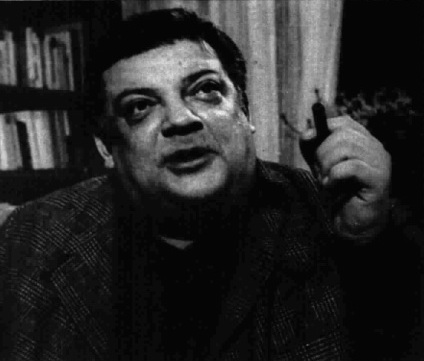
Bruno Maderna, músico de la ópera Satiricón.

Satiricón (título original, Satyricon) en una ópera de cámara con música de Bruno Maderna y libreto adaptado por Ian Strasfogel y el compositor basado en Petronio. Se escribió durante la última enfermedad de Maderna en 1973 y se estrenó como parte del Festival de Holanda el 16 de marzo de 1976, en Scheveningen, Países Bajos.
La obra está formada por 16 números desordenados (con la opción de colocar números grabados entre ellos) y el efecto de collage se extiende a la música, que es en gran medida un pastiche. No es seguro hasta qué punto esta forma "abierta" era un producto de la inclinación del compositor al músico teatral de semi-improvisación, o a la urgencia de composición en una época en que la enfermedad terminal de Maderna estaba siendo progresivamente evidente (Fearn 1992). Hay cuatro cantantes, que emplean respectivamente inglés y alemán, francés, vocalización sin palabras y latín: el huésped Trimalción (tenor, doblando como comerciante Habinnas), su esposa Fortunata (mezzosoprano), Criside (soprano), y Eumolpo (bajo). En su estreno, el papel de Fortunata fue estrenado por Débria Brown. Se sugirió que la música grabada podía usarse entre escenas; la reposición de 2004 en Darmstadt incluyó diálogo y una serie de papeles hablados adicionales.
En las estadísticas de Operabase aparece con sólo tres representaciones en el período 2005-2010, siendo la primera de Maderna.